# Soluziona
Soluziona fue una compañía multinacional de capital español, del sector de las Tecnologías de la Información y consultoría tecnológica. Estuvo presente en varios países europeos e iberoamericanos.
Soluziona fue fundada en 1999 tras la compra de una serie de pequeñas y medianas empresas tecnológicas por Unión Fenosa. La plantilla de Soluziona se dividió en dos, quedando Azertia y Soluziona. Ambas fueron adquiridas a finales de 2007 por Indra. Tenía una plantilla de más de 8.000 empleados.[¿cuántos?][cita requerida]